# جحب (السياني)

تعديل مصدري - تعديل

جحب هي إحدى قرى عزلة ذي شراق بمديرية السياني التابعة لمحافظة إب، بلغ تعداد سكانها 605 نسمة حسب تعداد اليمن لعام 2004.